# Michael Barr
Michael Barr (Filadélfia, 22 de janeiro de 1937) é um matemático estadunidense, trabalhando com teoria das categorias.

## Vida e obra
Barr estudou matemática na Universidade da Pensilvânia, onde obteve um bacharelado em 1959 e um doutorado em 1962, orientado por David Kent Harrison, com a tese Cohomology of Commutative Algebra. Foi depois instrutor na Universidade Columbia, sendo depois professor assistente a partir de 1964 e depois professor associado da Universidade de Illinois em Urbana-Champaign. Em 1968 foi professor associado e em 1972 professor da Universidade McGill.
Foi palestrante convidado do Congresso Internacional de Matemáticos em Nice (1970 - Non-abelian full embedding: outline).

## Obras
- com Charles Wells: Category theory for computing science, Prentice-Hall 1990
- com Charles Wells: Toposes, triples and theories, Grundlehren der mathematischen Wissenschaften, Springer Verlag 1985
- Acyclic models, American Mathematical Society 2002
- *-autonomous categories, Lecture Notes in Mathematics, Volume 752, Springer Verlag 1979